# Измери
Измери (тат. Әҗмәр) — село в Спасском районе Республики Татарстан. Административный центр Измерского сельского поселения.

## География
Село находится в южной части Татарстана, в лесостепной зоне, на восточном берегу Куйбышевского водохранилища, вблизи места впадения в него реки Актай, при автодороге 16К-1497, в 51 км к северо-востоку от города Болгара, административного центра района. Абсолютная высота — 59 метров над уровнем моря.

### Климат
Климат характеризуются как умеренно континентальный, с умеренно холодной продолжительной зимой и недостаточно влажным относительно тёплым летом. Среднегодовая температура воздуха составляет 3,9 °С. Средняя температура воздуха самого холодного месяца (января) — −11,1 °C; самого тёплого месяца (июля) — 19,3 °C. Среднегодовое количество атмосферных осадков составляет 483 мм, из которых около 346 мм выпадает в период с апреля по октябрь.

### Часовой пояс
Село Измери, как и весь Татарстан, находится в часовой зоне МСК (московское время). Смещение применяемого времени относительно UTC составляет +3:00.

## История
В окрестностях села выявлены археологические памятники:
- Измерская стоянка «Беганчик» (верхний палеолит–мезолит);
- Измерские стоянки I–IV, VII, IX (неолит);
- Измерские стоянки VIII, X (энеолит, эпоха поздней бронзы, булгарский период);
- Измерская стоянка VIIIa (финальный палеолит, мезолит, эпоха раннего металла);
- Измерские могильники I, V, XIV (булгарский период),
- Измерские могильники IV, VI (срубная культура);
- Измерский могильник VII (маклашевская и ананьинская культуры);
- Измерские селища I, II (именьковская культура);
- Измерское селище III (неолит, эпоха поздней бронзы, булгарский период золотоордынского времени).

Впервые упоминается в 1630 году под названием Пустошь против Мёшского устья, когда эти земли были жалованы в поместье 18 служилым татарам, среди которых выделялись князья Уразлеевы. В писцовой книге 1648—1656 годов село упоминается под названием Азмер.
До реформы 1861 года жители относились к сословию государственных крестьян. Их основные занятия в этот период — земледелие и скотоводство, также были распространены извоз, бондарный и столярный промыслы, изготовление колес, плетение веревок.
В начале 1730-х годов в селе была построена первая мечеть (разрушена в 1743 г.), в конце XVIII века — деревянная мечеть, в 1863 году была перестроена, в 1904 году на её месте сооружена новая (утрачена в 1920-е гг.).
В «Списке населенных мест по сведениям 1859 года», изданном в 1866 году, населённый пункт упомянут как казённая деревня Измери Татарские 2-го стана Спасского уезда Казанской губернии. Располагалась при реке Ахтае, на почтовом тракте из Спасска в Лаишев, в 20,5 верстах от уездного города Спасска и в 40 верстах от становой квартиры в казённой деревне Базарные Матаки). В деревне в 63 дворах жили 396 человек (184 мужчины и 212 женщин). Были мечеть, почтовая станция.
В 1860-х годах был открыт мектеб, в 1914 — земская русско-татарская школа. В начале XX века в селе располагались почтовая станция, этапный дом; действовали мечеть, мектеб, земская русско-татарская школа (с 1914 г.), 2 мельницы, шерстобойня, 3 крупообдирки, 6 мелочных лавок. В этот период земельный надел сельской общины составлял 1242,5 десятины.
По сведениям переписи 1897 года, в деревне Измери Спасского уезда Казанской губернии жили 758 человек (359 мужчин и 359 женщин), все мусульмане.
До 1920 года село входило в Николо-Пичкасскую волость Спасского уезда Казанской губернии. С 1920 года в составе Спасского кантона ТАССР. С 10 августа 1930 года в Спасском (с 1 апреля 1935 г. по 4 октября 1991 г. в Куйбышевском) районе.
В 1931 году в селе был образован колхоз «Интернационал». С 1959 года в составе совхоза «Коминтерн», позже — совхозов «Пичкасский» и «Волга». С 1976 года село – центральная усадьба совхоза «Измерский». В июне 1998 года совхоз «Измерский» был реорганизован в сельскохозяйственный производственный кооператив «Измерский», в 2003 — в крестьянское (фермерское) хозяйство.
В 1950-х годах в село переселили жителей деревня Христофоровка, попавшей в зону затопления Куйбышевского водохранилища.

## Население
| 1716 | 1762 | 1782 | 1795 | 1859 | 1897 | 1908 | 1920 | 1926 | 1938 | 1949 | 1958 | 1970 | 1979 | 1989 | 2002 | 2010 | 2017 | 2021 |
| ---- | ---- | ---- | ---- | ---- | ---- | ---- | ---- | ---- | ---- | ---- | ---- | ---- | ---- | ---- | ---- | ---- | ---- | ---- |
| 76   | 106  | 68   | 175  | 396  | 758  | 872  | 936  | 905  | 885  | 612  | 813  | 676  | 569  | 437  | 365  | 326  | 301  | 291  |

Национальный состав села: татары – 70%, русские – 23%.

## Экономика
Жители занимаются преимущественно растениеводством и молочным животноводством.

## Инфраструктура
В селе действуют начальная школа (с 1917 г.), дом культуры, библиотека (с 1956 г.), детский сад (с 1971 г.) фельдшерско-акушерский пункт (с 2012 г.).

## Религия
Мечеть «Измери» (с 2010 г.).

## Известные люди
- А. С. Салахов (1923—2020) — заслуженный учитель школы ТАССР, РСФСР, народный учитель СССР, директор Измерской средней школы (в 1944—1961 гг.), кавалер ордена «Знак Почета»